# Magny-le-Désert
Magny-le-Désert település Franciaországban, Orne megyében. Lakosainak száma 1386 fő (2022. január 1.). Magny-le-Désert Beauvain, La Chaux, La Motte-Fouquet, Saint-Patrice-du-Désert és La Ferté Macé községekkel határos.

## Népesség
A település népességének változása:
| Lakosok száma | 1452 | 1433 | 1457 | 1400 | 1401 | 1388 | 1377 | 1382 | 1386 |
|               | 2013 | 2015 | 2016 | 2017 | 2018 | 2019 | 2020 | 2021 | 2022 |